# آرپا دره‌سی (تبریز)
آرپا دره‌سی یکی از روستاهای استان آذربایجان شرقی است که در دهستان میدان‌چای بخش باسمنج شهرستان تبریز واقع شده‌است.این روستا ۷۹۳ نفر جمعیت دارد.